# Hyōgikai
El Nihon Rōdō Kumiai Hyōgikai (日本労働組合評議会, Consejo de Sindicatos de Japón) fue un sindicato en Japón que funcionó desde 1920. El Hyōgikai fue fundado en una conferencia en Kobe del 24 al 27 de mayo de 1925. A fines de 1925, el Hyōgikai tenía 59 sindicatos afiliados y alrededor de 35.000 miembros. La organización estaba afiliada a la Secretaría Sindical Pan-Pacífica. Cuando la organización fue aplastada en una represión gubernamental en la primavera de 1928, tenía 11 consejos regionales, 82 sindicatos afiliados y alrededor de 23.000 miembros.

## Antecedentes
Hyōgikai se fundó como una continuación de la Alianza Reformista, un grupo de 25 sindicatos que se fusionaron del Consejo Local Oriental (un organismo que se había separado de la Federación Oriental del Sodomei, pero que mantenía una afiliación directa al Sodomei. El Consejo Local Oriental había sido disuelto por el Sodomei, acusado de ser un complot comunista), y el 16 de mayo de 1925 los sindicatos de la Alianza Reformista fueron expulsados del Sodomei. A los sindicatos expulsados de la Alianza Reformista se unieron otros siete sindicatos para formar el Hyōgikai. En el momento de su fundación, el Hyōgikai contaba con 32 sindicatos y tenía 10.778 miembros.
Ritsuta Noda fue elegido presidente del Hyōgikai en la reunión de Kobe. Se formó un Comité Central de 17 miembros. Noda no era comunista, pero los comunistas desempeñaron un papel dominante en el Comité Central. Los miembros prominentes del Comité Central comunista fueron Nabeyama, Yamamoto, Taniguchi y Mitamuro Shiro. El Hyōgikai hizo un llamamiento al Sodomei para unir a todos los sindicatos en una sola federación nacional, una propuesta que el Sodomei rechazó. En respuesta, el Hyōgikai denunció al liderazgo del Sodomei como 'burocrático' y 'de derecha'.
Tanto el Hyōgikai como el Sodomei participaron en las discusiones sobre la formación de un partido proletario legal conjunto. Las dos partes presentaron sus propios borradores para una plataforma de fiesta. El 29 de noviembre de 1925, el Sodomei se retiró del proceso de construcción del partido, afirmando que no sería parte de ningún partido que incluyera al Hyōgikai. En respuesta, el Hyōgikai también se retiró del proceso de construcción del partido al día siguiente, para no obstaculizar la creación de un partido proletario de base amplia. Al final, el efímero Partido Agrario-Laborista fue fundado en diciembre de 1925.
Cuando se fundó el Partido Laborista-Agrario en marzo de 1926 (por el Sodomei y otros), se prohibió a los miembros del Hyōgikai convertirse en miembros del partido. Sin embargo, esta política se relajó después de desacuerdos internos en el partido, lo que resultó en la retirada del Sodomei del partido y el establecimiento de una estrecha relación entre el Hyōgikai y el partido.

## Huelgas
El Hyōgikai promovió una serie de huelgas prolongadas en 1926. En ese año, alrededor de 5.000 activistas del Hyōgikai fueron detenidos por la policía y 196 fueron encarcelados por haber organizado huelgas.
La tercera convención del Hyōgikai, celebrada en mayo de 1927, adoptó una nueva plataforma. Se centró la atención en cuestiones económicas, en "demandas inmediatas concretas de los trabajadores". Las demandas planteadas incluyeron la lucha por un día laboral de 8 horas. En todo el país, que sufría una crisis económica en ese momento, el Hyōgikai estaba ocupado formando consejos laborales junto con otros sindicatos en las principales fábricas.
La estructura organizativa del Hyōgikai fue severamente debilitada por los arrestos masivos del 15 de marzo de 1928. Se inició un esfuerzo para reconstruir la organización, pero el Ministerio del Interior prohibió al Hyōgikai y al Partido Laborista-Agrario el 11 de abril de 1928, acusados de ser vinculado a los comunistas. El Sindicato de Trabajadores Metalúrgicos de Kantō intentó realizar una reunión de refundación del Hyōgikai el 22 de abril de 1928, pero sus líderes fueron arrestados y la reunión nunca se llevó a cabo. Los sindicalistas comunistas luego cambiaron de táctica, concentrándose en la construcción de federaciones sindicales locales. En mayo de 1928, la Internacional Comunista instruyó a los comunistas japoneses a centrar su trabajo en la reconstrucción del Hyōgikai.